# الشطيط (حبيش)

تعديل مصدري - تعديل

الشطيط محلة تابعة لقرية عميقة، التابعة لعزلة قحزة بمديرية حبيش إحدى مديريات محافظة إب في الجمهورية اليمنية، بلغ تعداد سكانها 49 حسب تعداد اليمن لعام 2004.